# Фрётштедт
Фрётштедт (нем. Fröttstädt) — община в Германии, в земле Тюрингия. 
Входит в состав района Гота. Подчиняется управлению Хёрзель.  Население составляет 407 человек (на 31 декабря 2006 года). Занимает площадь 3,99 км².